# Witte els
De witte els, grauwe els of grijze els (Alnus incana) is een boom die behoort tot de berkenfamilie (Betulaceae). De boom komt van nature voor in Noord- en Midden-Europa, Noord-Amerika en West-Azië.
De boom kan tot 15(25) m hoog worden en heeft een grillig gevormde stam. De piramidale, afgeronde kroon is half open. De gladde bast is grijs en de zeer kort gestelde knoppen hebben en blauwachtige kleur. Het iets grijsgroene blad is eirond tot langwerpig eirond, heeft een dubbel gezaagde bladrand en een spitse top. Het jonge blad is dicht behaard en is bezet met papillen.
De witte els is eenhuizig. De boom bloeit in februari en maart. De geel gekleurde, mannelijke katjes hangen, terwijl de kleine, roodgekleurde, vrouwelijke katjes rechtop staan.
De gevleugelde vrucht is een nootje. Het zaad is rijp in oktober en november.
De boom komt voor in loofbossen op kalkhoudende, vrij natte tot vochtige grond. De soort kan ook goed op droge grond gedijen.
Het hout is zacht en fijn, met een regelmatige tekening, en goed te bewerken. Buiten is het niet duurzaam, tenzij continu onder water (vroeger werden er wel heipalen van gemaakt). Het hout van de witte els is lichtbruin tot geel van kleur en er zitten, regelmatig verdeeld, kleine spiegels in het hout. Het glanst daardoor een beetje.

## Ondersoorten
Er worden door sommige taxonomen de volgende ondersoorten onderscheiden:
- Alnus incana subsp. incana; deze komt voor in Noord-Europa, Noordwest-Azië en Centraal- en Zuid-Europa, voornamelijk in de Alpen, Karpaten en de Kaukasus.
- Alnus incana subsp. rugosa; deze komt voor in het Noordoosten van Noord-Amerika.
- Alnus incana subsp. hirsuta; deze komt voor in Noordoost-Azië en Centraal-Azië.
- Alnus incana subsp. kolaensis; deze komt voor in subarctisch Noordoost-Europa.
- Alnus incana subsp. oblongifolia; deze komt voor in het zuidwesten van Noord-Amerika.
- Alnus incana subsp. tenuifolia; deze komt voor in het noordwesten van Noord-Amerika.

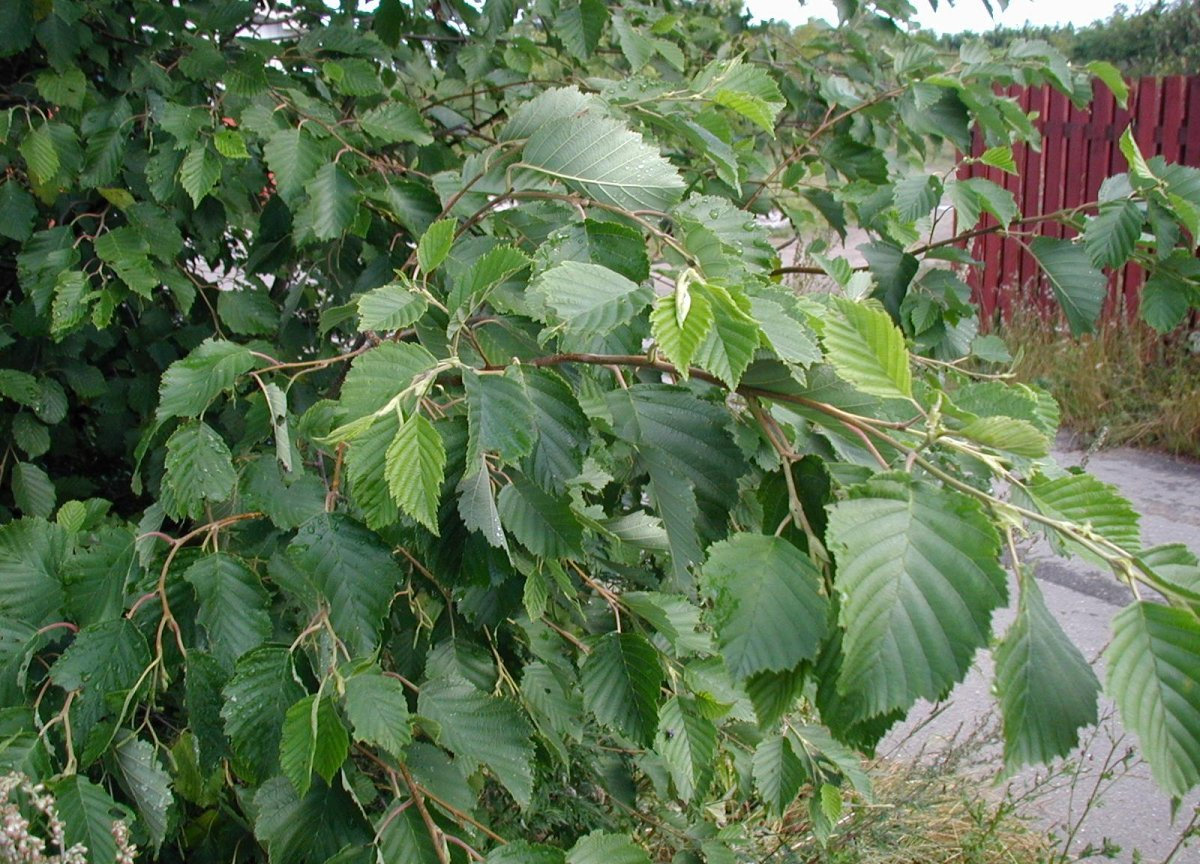
Alnus incana subsp. incana
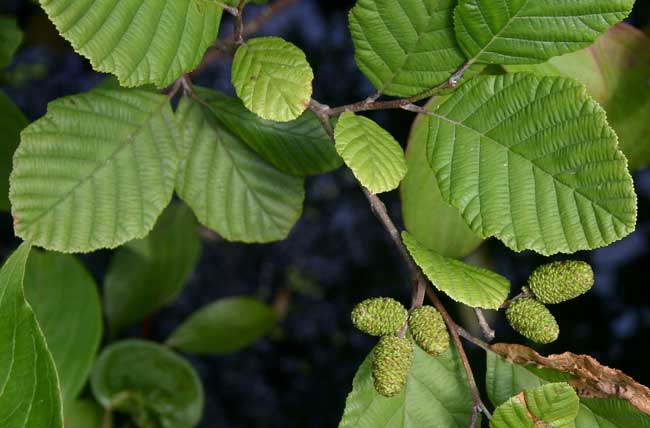
Alnus incana subsp. rugosa
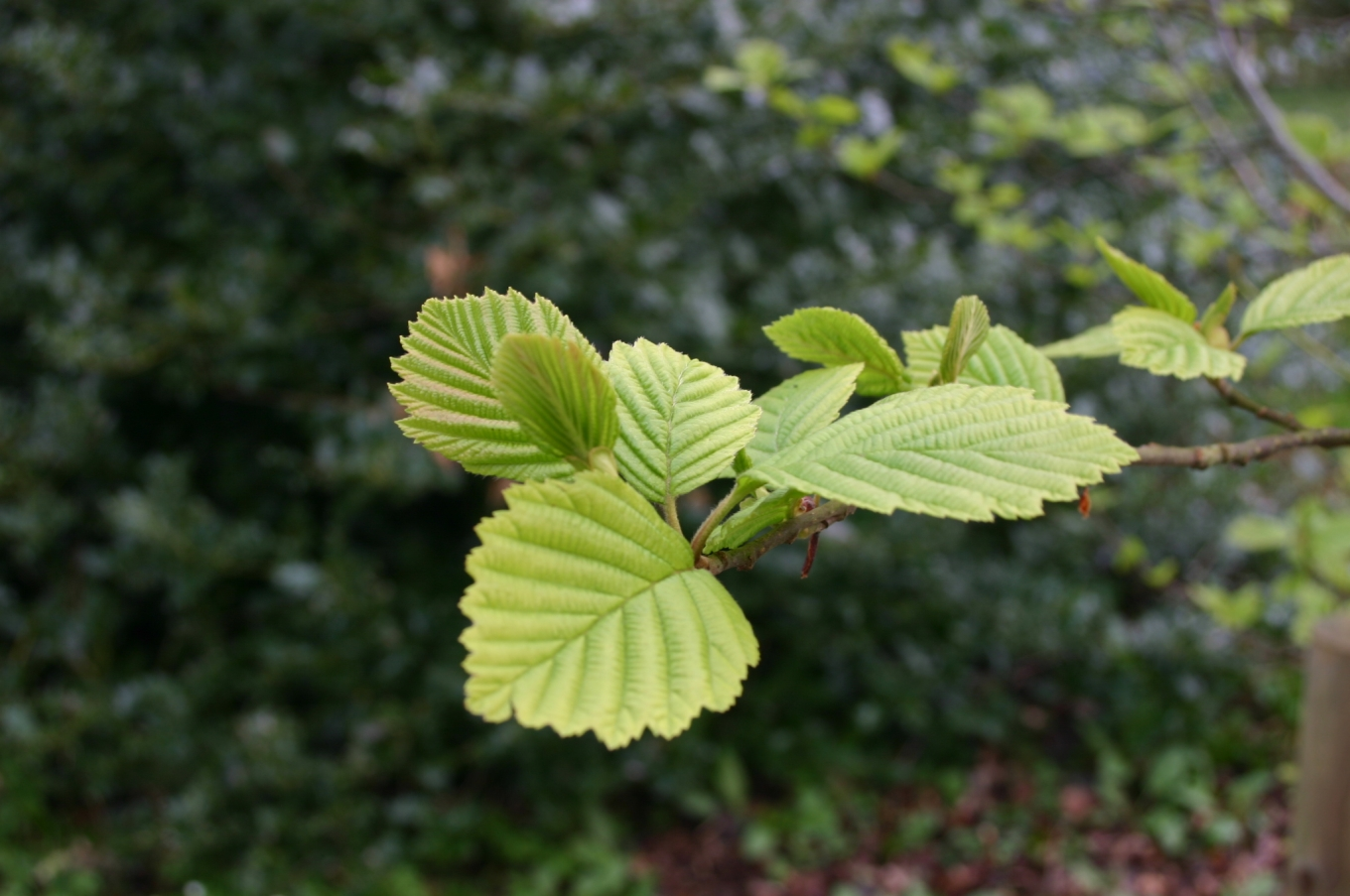
Alnus incana subsp. hirsuta

## Cultivar
De cultivar Alnus incana 'Aurea' (ook wel goudels genoemd) wordt gebruikt voor aanplant in stedelijk gebied. Deze is in 1892 in Duitsland ontwikkeld, wordt 5–10 m hoog en heeft geel blad.

## Verwante soort
- Alnus glutinosa - Zwarte els